# Брилин, Павел Тимофеевич
Па́вел Тимофе́евич Бри́лин (29 июня [12 июля] 1913 — 20 июня 1969) — Герой Советского Союза (1945), участник боёв у озера Хасан и Великой Отечественной войны.
В годы Великой Отечественной войны — стрелок 71-го гвардейского стрелкового полка 24-й гвардейской стрелковой дивизии 43-й армии 3-го Белорусского фронта, старшина.

## Биография
Родился 12 июля 1913 года в селе Лубягино или Лубячино Вознесенской волости Барнаульского уезда Томской губернии (ныне Родинского района Алтайского края) в крестьянской семье.
В 1922 году пошел учиться и в 1927 году окончил пять классов сельской школы.
В 1928 году с родителями переехал в село Соловьёво Восточно-Казахстанской области, где начал работу. В 1930 году переехали в село Зыряновское (ныне город Алтай). В этом же году пошёл работать в Зыряновское рудоуправление в горный цех, где трудился до сентября 1935 года.
В 1935 году был призван в Рабоче-Крестьянскую Красную Армию (РККА), служил на Дальнем Востоке. В марте 1936 года вступил в ВЛКСМ и остался на сверхсрочную службу. В 1936 году принял первое боевое крещение у озера Хасан, отбивая нападение японцев. В октябре 1939 года демобилизовался и возвратился в родной город Зыряновск, где в 1940 году вновь начал работать в рудоуправлении рядовым бойцом пожарной охраны.
В 1941 году с наступлением войны был призван на фронт. В 1942 году вступил в кандидаты ВКП(б), воевал в составе 24-й стрелковой дивизии. 24-я дивизия участвовала в окружении Сталинградской группировки во главе с фельдмаршалом Паулюсом. В этих боях Брилин был тяжело ранен, после госпиталя — 15 января 1944 года — вновь вернулся состав 24-й дивизии. В боях возле населенного пункта Метава Елгава вновь был тяжело ранен. Вступил в строй на территории Восточной Пруссии, где 11 февраля 1945 года 24-я стрелковая дивизия 43-й армии 3-го белорусского фронта на подступах к городу Истербург встретила жестокое сопротивление фашистов. Бои шли до 20 февраля и немецкая оборона была прорвана. В этом бою 4-я стрелковая рота, где служил Павел Брилин, сожгла три немецких танка и две бронемашины.
На окраине Кёнигсберга, на территории кирпичного завода, были обнаружены крупные силы фашистов, которые укрывались в больших подвалах завода и имели много самоходных орудий, миномётных и пулемётных расчетов. С 4 по 7 апреля 1945 года продолжался жестокий бой, в котором советские воины показали мужество, храбрость и отвагу. В боях погиб командир группы, старшина Брилин принял командование ротой на себя. Но и он был в очередной раз тяжело ранен и контужен минометным огнём, потерял сознание, вынесен с поля боя подоспевшими основными силами. В живых от роты осталось лишь несколько человек. На этом война для Брилина была закончена.
В этой неравной схватке лично Брилиным было уничтожено 4 станковых пулемётных гнезда, 6 самоходных орудий и более 30 гитлеровцев. За этот подвиг 19 апреля 1945 года верховным главнокомандующим СССР старшине Брилину было присвоено звание Героя Советского Союза. Об этом он узнал только в Ленинградском военном госпитале, откуда вернулся в родной город в ноябре 1945 года.
Вернувшись, вновь работал на уже ставшем родным руднике, откуда и вышел на пенсию по состоянию здоровья.
Умер Павел Тимофеевич Брилин 20 июня 1969 года.

## Награды
- Медаль «Золотая Звезда» Героя Советского Союза
- Орден Ленина
- Орден Славы III степени
- Медали, в том числе:
  - «За отвагу»
  - «За взятие Кенигсберга»
  - «50 лет Вооружённых сил СССР»
  - Медаль «За победу над Германией в Великой Отечественной войне 1941—1945 гг.»
  - Юбилейная медаль «Двадцать лет Победы в Великой Отечественной войне 1941—1945 гг.»

## Память
- Имя Брилина увековечено на Мемориале Славы в г. Барнауле, он включен в Энциклопедию Алтайского края.
- Именем Героя названа улица в городе Алтае, Казахстан.
- Проводятся спортивные мероприятия памяти Брилина[3].
- В фондах личного происхождения Госархива Зыряновского района находятся документы, связанные с Героем.[4]